# 생일편지
《생일편지》는 2019년 9월 11일부터 2019년 9월 12일까지 KBS 2TV에서 방송된 추석특집 2부작 드라마이다.

## 등장 인물

### 주요 인물
과거(1945년)
- 송건희 : 청년시절의 김무길 역 - 1945년에 히로시마로 징용으로 끌려가며 원폭을 겪고 살아서 고향에 돌아온다.
- 조수민 : 청년시절의 여일애 역 - 무길의 고향친구이자, 첫사랑.
- 고건한 : 청년시절의 조함덕 역 - 무길의 고향친구.
- 김이경 : 청년시절의 조영금 역 - 함덕의 여동생. 무길을 짝사랑한다.
- 김희정 : 무길과 무진의 어머니.
- 홍석우 : 청년시절의 김무진 역 - 무길의 형.
- 오만석 : 함덕 , 영금의 아버지.
- 함성민 : 주근깨 역

현재(2019년)
- 전무송 : 노년시절의 김무길 역
- 전소민 : 김재연 역 - 무길의 손녀.
- 김경남 : 구기웅 역 - 재연의 애인이자, 대학 동창.
- 정영숙 : 노년시절의 여일애 역

## 시청률
최저 시청률과 최고 시청률은 시청률 조사회사와 지역별로 시청률에 차이가 있을 수 있습니다.
| 회차        | 방송일          | 시청률(전국) | 시청률(전국) |
| 회차        | 방송일          | TNmS         | AGB          |
| ----------- | --------------- | ------------ | ------------ |
| 제1회       | 2019년 9월 11일 | 2.8%         | 2.8%         |
| 제2회       | 2019년 9월 11일 | %            | 2.8%         |
| 제3회       | 2019년 9월 12일 | 1.4%         | 0.9%         |
| 제4회       | 2019년 9월 12일 | %            | 1.4%         |
| 평균 시청률 | 평균 시청률     | %            | 2.0%         |

## 참고 사항
- 이 부분에 1945년과 대한민국 정부 수립부터 한국 전쟁까지 추정되었다.

## 같이 보기
- 일본의 항복
- 한국전쟁